# Trapezi (os)
El trapezi (del grec τράπεζα, 'taula') és un os a la mà humana. És un os del carp que es troba en la secció designada comunament el canell. Articula distalment amb el primer os metacarp (del polze) i proximalment amb l'os de l'escafoide. Articula amb l'os del trapezoide i el segon metacarpià.

## Ossos del carp
| Fila     | Nom           | Articulacions proximals/radials         | Articulacions distals              | Articulacions metacarpianes |
| Proximal | Escafoide     | radi, semilunar                         | trapezi, trapezoide, gran del carp | -                           |
| Proximal | Semilunar     | radi, escafoide, piramidal              | gran del carp, ganxut              | -                           |
| Proximal | Piramidal     | semilunar, pisiforme (però no el cúbit) | ganxut                             | -                           |
| Proximal | Pisiforme     | piramidal                               | -                                  | -                           |
| Distal   | Trapezi       | escafoide                               | trapezoide                         | #1 i #2                     |
| Distal   | Trapezoide    | escafoide                               | trapezi, gran del carp             | #2                          |
| Distal   | Gran del carp | escafoide, semilunar                    | trapezoide, ganxut                 | #2, #3 i #4                 |
| Distal   | Ganxut        | piramidal, semilunar                    | gran del carp                      | #4 i #5                     |

## Imatges

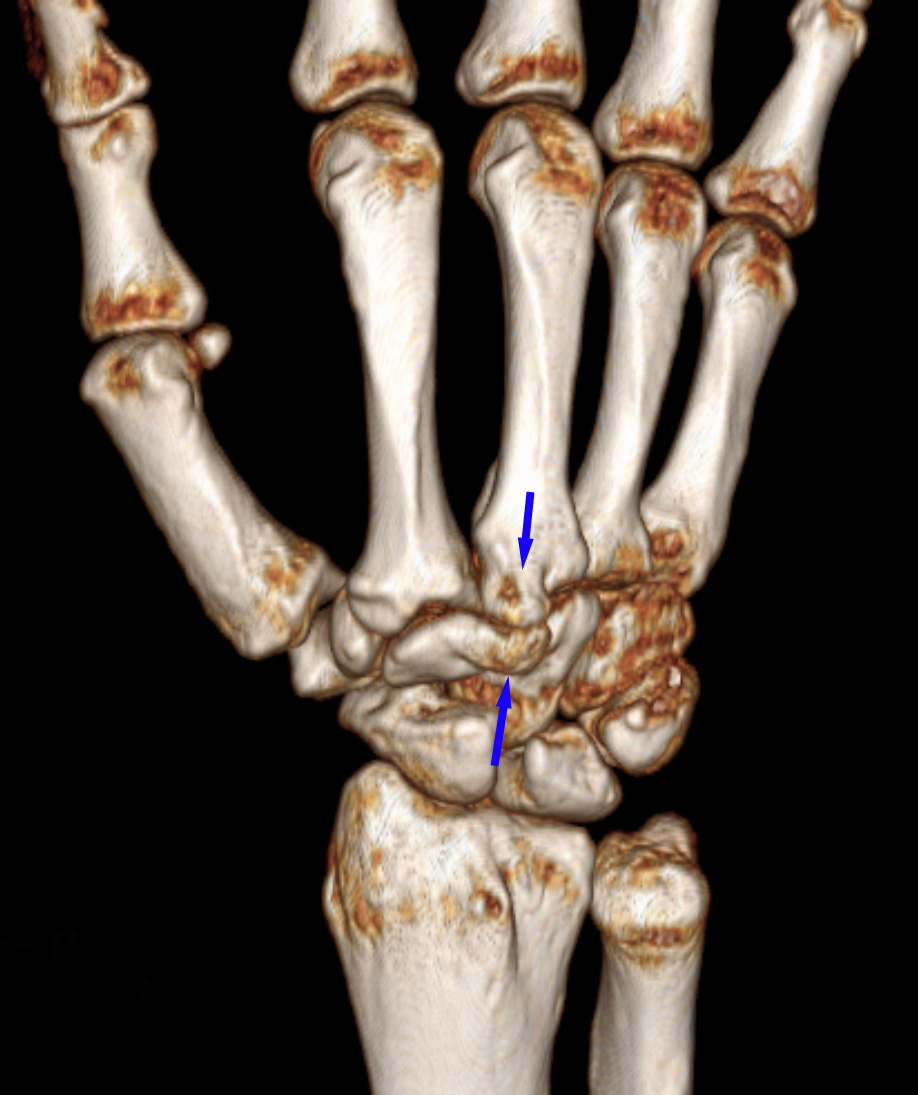
Reconstrucció tridimensional per CT, dels ossos del carp.
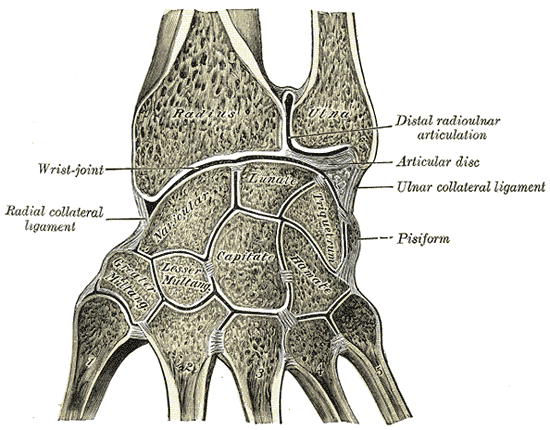
Ossos del canell, placa de  Anatomy of the Human Body , 1918.
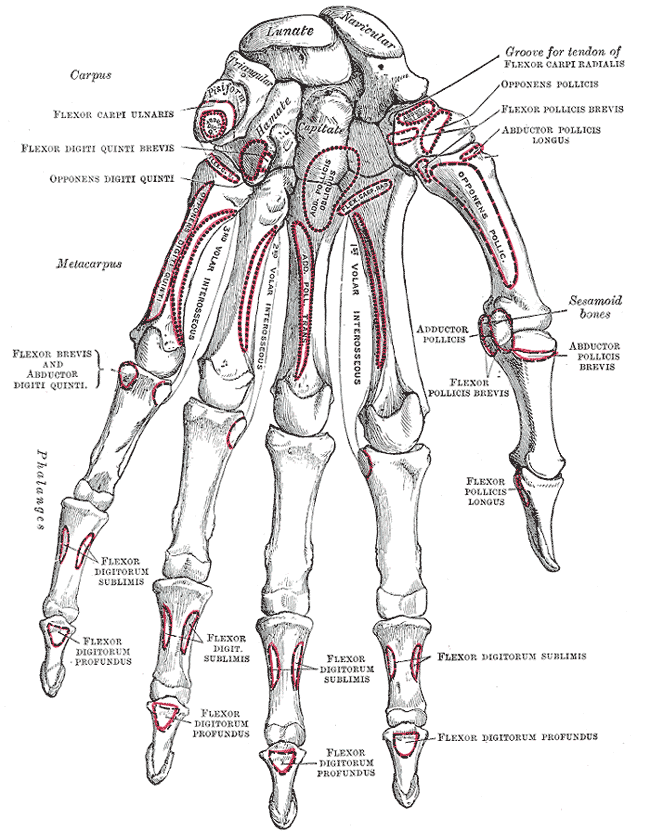
Ossos de la mà esquerra. Cara palmar.
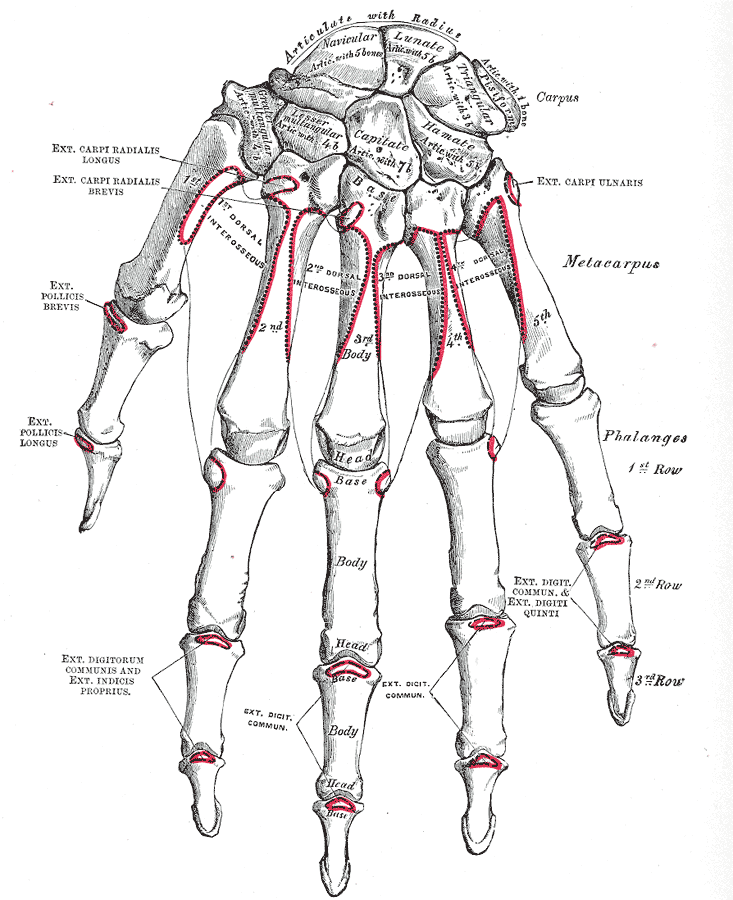
Ossos de la mà esquerra. Cara dorsal.